# Canottaggio ai Giochi della VII Olimpiade - Due di coppia maschile
La competizione del Due di coppia maschile dei Giochi della VII Olimpiade si è svolta nel Canale Willebroek, Vilvoorde presso Anversa i giorni 27 e 29 agosto 1920.

## Risultati

### Batterie
Si disputarono il giorno 27 agosto. I vincitori avanzarono alla finale. 
| Pos. | Nazione | Atleta                         | Tempo  |
| ---- | ------- | ------------------------------ | ------ |
| 1    | Italia  | Erminio Dones Pietro Annoni    | 7'25"4 |
| 2    | Belgio  | Émile Sadzawska Georges Léonet | 7'34"8 |

| Pos. | Nazione | Atleta                  | Tempo  |
| ---- | ------- | ----------------------- | ------ |
| 1    | Francia | Alfred Plé Gaston Giran | 7'26"0 |

| Pos. | Nazione     | Atleta                     | Tempo  |
| ---- | ----------- | -------------------------- | ------ |
| 1    | Stati Uniti | John Kelly Paul Costello   | 7'16"8 |
| 2    | Paesi Bassi | Bastiaan Veth Koos de Haas | 7'24"8 |

### Finale
Si disputò il giorno 29 agosto.
| Pos.    | Nazione     | Atleta                      | Tempo  |
| ------- | ----------- | --------------------------- | ------ |
| Oro     | Stati Uniti | John Kelly Paul Costello    | 7'09"0 |
| Argento | Italia      | Erminio Dones Pietro Annoni | 7'19"0 |
| Bronzo  | Francia     | Alfred Plé Gaston Giran     | 7'21"0 |